# カヤーニ (小惑星)
カヤーニ (1519 Kajaani) は、小惑星帯に位置する小惑星。フィンランド南西部の都市トゥルクで、ユルィヨ・バイサラによって発見された。
フィンランドの中部に位置するカイヌー県の県都、カヤーニ（en:Kajaani）に因んで命名された。